# Las castigadoras
Las Castigadoras es una Revista musical, denominada "Historieta Picaresca", en un acto, divididos en siete cuadros, con libreto de Francisco Lozano y José Mariño, con música del maestro Francisco Alonso, estrenado en el Teatro Eslava de Madrid, la noche del 13 de mayo de 1927.
Esta obra fue la que consagró a Celia Gamez, como una de las mayores estrellas de las revista, demostrando su buen hacer y su gracia ante el público madrileño.
El libreto de esta obra, tiene trazas de sainete y de comedia vodevilesca, en donde no faltan las situaciones propicias para insinuaciones, lenguaje de doble sentido y escenas de conjunto, que son bien aprovechadas, dando pie a numerosos equivocos e improvisaciones.
La música es un gran desfile de ritmos bailables y de momentos de gran inspiración, ya que de esta obra muchos de sus números pasaron a integrarse en el repertorio popular como el celeberrimo Chotis de las taquimecas, o el foxtrot Noches de Cabaret.

## Argumento
La acción se sitúa en el imaginario pueblo de Villafogosa, en la época del estreno (1927). El juez de dicha población desaparece, y están a la espera de que aparezca el sustituto.
Se presenta en el pueblo un inventor catalán, llamado Moncheta, el cual reconoce a Robustiana, la mujer del alguacil, como su antigua amante y copquetea con ella. Temiendo que su marido le descubra, Moncheta se hace pasar por el nuevo juez y aprovecha para conocer a las mujeres del pueblo, conocidas como "Las castigadoras", que vienen capitaneadas por Angelita, la mujer del alcalde, a presentarse al nuevo juez y le invitan a presenciar una función benéfica, en la que actuaran todas ellas.
Tras la función, se cita con Angelita y con Robustiana en la casa del alcalde, que es donde también vivirá el nuevo juez. Tras varios intentos amorosos, que son desbaratados por las idas y venidas del alcalde y el alguacil, Moncheta desiste y reconoce que ha sido "castigado por todas estas mujeres"

## Números musicales
- Preludio

- Foxtrot: "Noche de Cabaret"

- Presentación de las Castigadoras: "Llegan las castigadoras"

- Intermedio.

- Cuadro de El Jardín Romántico: "El jardín es un gentil testigo"

- Chotis de las Taquimecas: "Con la falda muy cortita"

- Charlestón del pingüino: "Baila, Jacobo, muy fino"

- Terceto mazurca: "¿Se puede entrar?

- Pasodoble de los claveles y Fin de la obra: "En los jardines de nuestra España"

## Personajes Principales
- Magin Moncheta, inventor catalán y fresco de primera.

- Casiano " El Pachón", alguacil del pueblo y marido de Robustiana.

- Don Cornelio Topete, Alcalde del pueblo y hombre algo pesado.

- Leonardo García del Rebenque, juez sustituto en Villafogosa.

- Angelita, esposa del alcalde y mujer muy coqueta.

- Robustiana, mujer del alguacil y antigua amante de Moncheta.